# آمبوهیمانامبولا
آمبوهیمانامبولا (به لاتین: Ambohimanambola) یک منطقهٔ مسکونی در ماداگاسکار است که در آنالامانگا واقع شده‌است. آمبوهیمانامبولا ۱۶٬۴۱۸ نفر جمعیت دارد و ۱٬۲۵۵ متر بالاتر از سطح دریا واقع شده‌است.